# Goferhütte
Die Goferhütte ist eine Selbstversorgerhütte des Österreichischen Gebirgsvereins (ÖGV), einer Sektion des Österreichischen Alpenvereins (ÖAV), im Gesäuse in der Gemeinde Admont in der Steiermark.

## Geschichte
Die Goferhütte wurde auf der Hinteren Goferalm unter dem Admonter Reichenstein bei Johnsbach in den Jahren 1928 bis 1929 vom Österreichischen Gebirgsverein erbaut. Am 9. Juni 1929 war die feierliche Eröffnung des Bergsteigerheims und die Hütte wurde ihrer Bestimmung übergeben. Erst nach dem Bau der Hütte trat der Österreichische Gebirgsverein als Sektion im Jahr 1931 dem Deutschen und Österreichischen Alpenverein bei.

## Zustiege zur Hütte
- Durch den Gofergraben, Wanderung, Gehzeit 1¼ Stunden: Der Anstieg führt von der Postbushaltestelle Gofergraben an der Gesäuse Straße über eine Forststraße und durch Mischwald nicht allzu steil bergauf, bis er gegen Ende über eine flache Wegstrecke den Goferbach quert und die Hütte auf der Alm erreicht.
- Von Johnsbach, Gehzeit 1½ Stunden[2]

## Übergänge
- Klinke-Hütte (1504 m ü. A.), bewirtschaftete Hütte, 3¼ Stunden, I.[3]

## Hütten in der Nähe
- Mödlinger Hütte, bewirtschaftete Hütte, Ennstaler Alpen 1523 m ü. A.
- Klinke-Hütte, bewirtschaftete Hütte, Ennstaler Alpen 1504 m ü. A.
- Haindlkarhütte, bewirtschaftete Hütte, Ennstaler Alpen 1121 m ü. A.
- Buchsteinhaus, bewirtschaftete Hütte, Ennstaler Alpen 1571 m ü. A.
- Hesshütte, bewirtschaftete Hütte, Ennstaler Alpen 1699 m ü. A.
- Grabneralm, bewirtschaftete Hütte, Ennstaler Alpen 1405 m ü. A.[4]

## Tourenmöglichkeiten
- Gsengscharten-Runde – Haindlkarhütte, Bergtour, Gesäuse, 8,1 km, 4,5 Std.
- Dachl Hochtor, Wanderung, Gesäuse, 24 km, 15 Std.
- GESÄUSE/Sagenweg nach Johnsbach, Wanderung, Gesäuse, 7,4 km, 2,3 Std.
- Lettmair-Au, Themenweg, Gesäuse, 1,2 km, 0,5 Std.[5]

## Klettermöglichkeiten
Die Goferhütte dient als Stützpunkt für Kletterfahrten auf den Admonter Reichenstein und dessen Nordseite, sowie das Sparafeld (2247 m ü. A.). Der Nordanstieg auf das Sparafeld führt über den Nordwestgrat zum Gipfel (I).

## Skitouren
- Durch den Gofergraben führt eine Skitour bis an den Nordfuß des Sparafelds auf eine Höhe von ca. 1650 m ü. A.[7]

## Karten
- WK 5062 Nationalpark Gesäuse – Admont – Eisenerz, Wanderkarte 1:35.000: Serie Wandern + Freizeit spezial. Ortsregister (freytag & berndt Wander-Rad-Freizeitkarten) Landkarte – Gefaltete Karte, ISBN 978-3-7079-0341-6
- Kompass Karten 69 Gesäuse, Ennstaler Alpen, Pyhrnpass, Eisenerz 1:35.000: 3in1 Wanderkarte mit Aktiv Guide inklusive Karte zur offline Verwendung in der KOMPASS-App. Fahrradfahren. Skitouren. Landkarte – Gefaltete Karte, ISBN 978-3-99121-252-2